# Luxemburgo nos Jogos Olímpicos de Verão de 1968
Luxemburgo participou dos Jogos Olímpicos de Verão de 1968 na Cidade do México. Nesta edição o país não teve medalhistas.